# 16号美国国道
16号美国国道（英語：U.S. Route 16）是一条东西方向的美国国道。该公路连接了南达科他州拉皮德城和怀俄明州黄石国家公园，全长540英里。